# Aeropuerto Municipal de Santa Fe
El Aeropuerto Regional de Santa Fe (en inglés: Santa Fe Municipal Airport) (IATA: SAF, OACI: KSAF, FAA LID: SAF) es un aeropuerto de uso público en Santa Fe, Condado de Santa Fe, Nuevo México, Estados Unidos, 16 km (10 millas) al suroeste del centro de la ciudad.  El aeropuerto sirve a las áreas metropolitanas de Santa Fe y Los Álamos.
Santa Fe es el segundo aeropuerto comercial más transitado de Nuevo México detrás del Aeropuerto Internacional Sunport. Es uno de los más altos en elevación en los Estados Unidos a 6348 pies sobre el nivel del mar. Actualmente, el aeropuerto es atendido por American Eagle con vuelos en jet regionales a Dallas/Fort Worth y Phoenix–Sky Harbor, así como por United Express con jets regionales a Denver. El aeropuerto también ve una cantidad considerable de actividad de jets privados por parte de NetJets y muchas otras compañías. Hay dos operadores de base fija: Jet Center en Santa Fe, que tiene una instalación justo al noreste de la terminal y Signature Flight Support SAF, justo al sur de la terminal.
Desde la introducción del servicio de jet regional por parte de las principales aerolíneas en 2009, el aeropuerto ha visto un gran aumento en la actividad de las aerolíneas con 43 329 embarques de pasajeros en el año calendario 2011 a 142 057 en 2019. El Plan Nacional de Sistemas Aeroportuarios Integrados para 2011–2015 lo calificó como aeropuerto de aviación general con base en embarques en 2008, cuando Santa Fe no tenía servicio de aerolíneas mientras los funcionarios del aeropuerto esperaban la aprobación federal de una evaluación de impacto ambiental (la categoría de servicio comercial requiere al menos 2,500 por año). Sin embargo, a partir del NPIAS de 2019-2023, figura como un servicio comercial: aeropuerto principal no concentrador.

## Instalaciones
El Aeropuerto Regional de Santa Fe cubre 861 ha (2128 acres) a una altitud de 1935 m (6348 pies). Tiene tres pistas de asfalto: 2/20 es de 2,550 x 46 m (8,366 por 150 pies); 15/33 es 1,925 x 30 m (6,316 por 100 pies); 10/28 es 1,921 x 23 m (6,301 por 75 pies).
Para el período de 12 meses que terminó el 31 de diciembre de 2021, el aeropuerto tuvo operaciones de 57,300 aeronaves, un promedio de 157 por día: 83% aviación general, 6% militar, 6% comercial y 5% taxi aéreo. Entonces, 190 aviones tenían su base en este aeropuerto: 130 monomotores y 22 multimotores, 23 jets, 11 militares y 3 helicópteros.
Los datos a continuación enumeran las operaciones totales anuales de aeronaves de 2003 a 2013 del Sistema de Actividad de Tráfico Aéreo de la FAA. El aumento medio anual de las operaciones de aeronaves fue del 0.88 por ciento durante los últimos 10 años.
| Año  | Operaciones aéreas | %       |
| ---- | ------------------ | ------- |
| 2003 | 80,538             |         |
| 2004 | 83,431             | 3.59%   |
| 2005 | 74,997             | −10.11% |
| 2006 | 76,416             | 1.89%   |
| 2007 | 79,356             | 3.84%   |
| 2008 | 73,716             | −7.11%  |
| 2009 | 70,112             | −4.88%  |
| 2010 | 75,646             | 7.89%   |
| 2011 | 66,989             | −11.44% |
| 2012 | 65,456             | −2.29%  |
| 2013 | 71,932             | 27.41%  |

## Aerolíneas y destinos

### Pasajeros

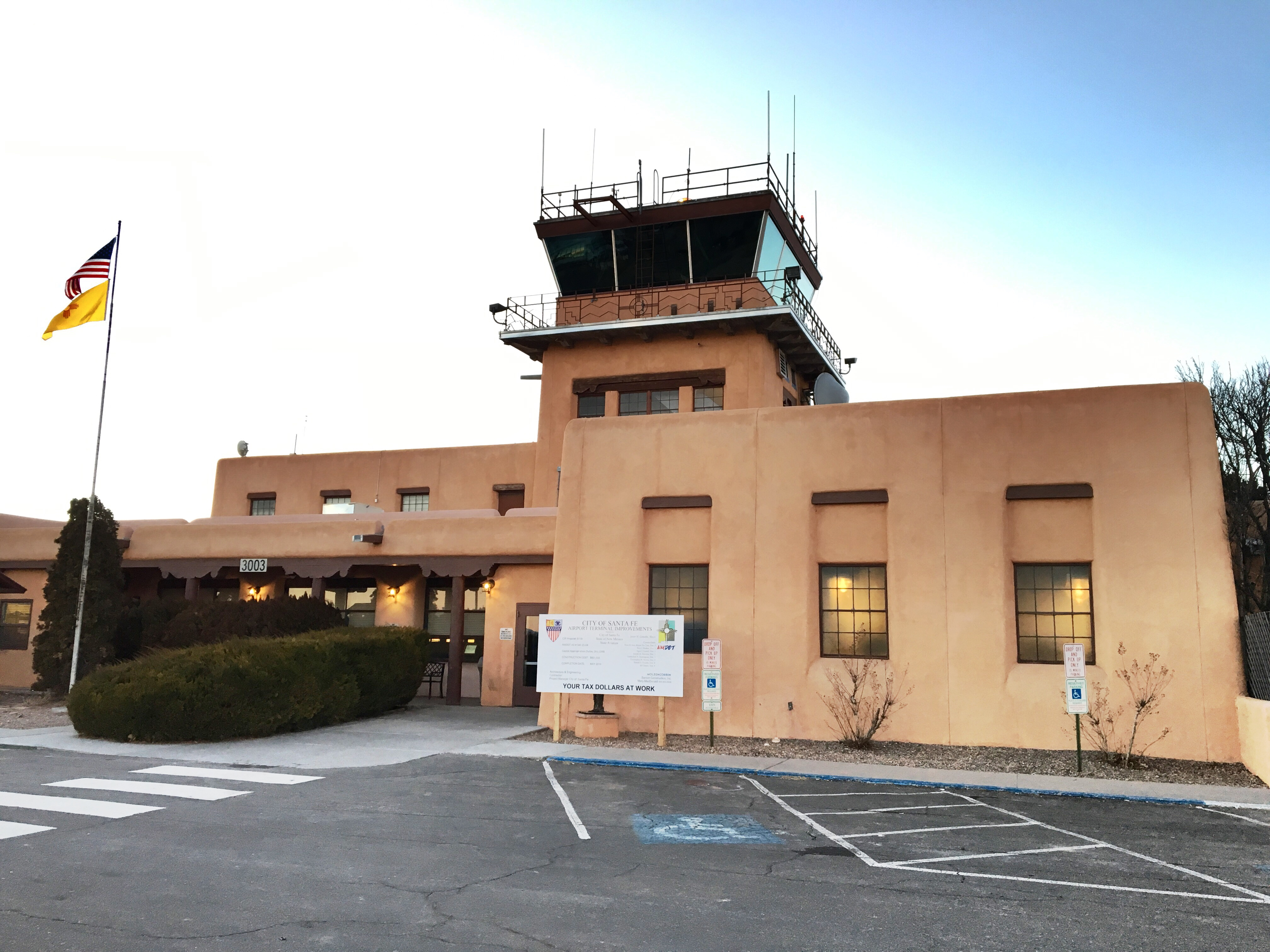
Torre de control del aeropuerto.

| Aerolíneas     | Destinos |
| -------------- | --- |
| American Eagle | Dallas/Fort Worth, Los Ángeles (inicia el 6 de octubre de 2025), Phoenix–Sky Harbor Estacional: Chicago–O'Hare (inicia el 18 de diciembre de 2025) |
| JSX            | Estacional: Dallas–Love |
| United Express | Denver Estacional: Houston–Intercontinental |

## Estadísticas

### Tráfico anual
| Año  | Pasajeros      |
| ---- | -------------- |
| 2011 | 86,766         |
| 2012 | 94,243         |
| 2013 | 137,127        |
| 2014 | 151,177        |
| 2015 | 146,333        |
| 2016 | 146,000 (est.) |
| 2017 | 205,794        |
| 2018 | 230,114        |
| 2019 | 283,238        |
| 2020 | 98,479         |
| 2021 | 192,000        |
| 2022 | 247,000        |
| 2023 | 282,000        |
| 2024 | 360,000        |